# Karl Ziegler
Karl Waldemar Ziegler (n. 26 noiembrie 1898, Helsa, Hessa, Germania – d. 12 august 1973, Mülheim an der Ruhr, Germania) a fost un chimist german, laureat al Premiului Nobel pentru chimie în anul 1963, împreună cu Giulio Natta.